# Кунстфорейнинн
Кунстфорейнинн (дат. Kunstforeningen), нынешнее название: Gammel Strand (в соответствии с адресом) — это художественная галерея и некоммерческая организация, расположенная в Gammel Strand в Копенгагене, Дания. Она была основана в 1825 году для продвижения и поддержки искусства посредством публичных выставок, лекций, приобретений произведений искусства для распространения среди членов, поддержки художников и публикаций в области искусства.

## История
Ассоциация Кунстфорейнинн была основана как временное общество в 1825 году кругом самых влиятельных фигур датского мира искусства в период Датского Золотого Века. Это были коллекционер, обер-кригскомиссар Йохан Кристиан Фик (1788—1864), профессоры Датской королевской академии изящных искусств Йохан Людвиг Лунд, Кристоффер Вильхельм Эккерсберг и Густав Фридрих Хеч, художник-пейзажист Йенс Петер Мёллер, историк искусств Нильс Лауриц Хёйен и секретарь академии Юст Матиас Тиле. В 1827 году она стала более четкой и активной организацией, но к 1829 году насчитывала всего 71 членов. Цель общества заключалась в расширении знаний об искусстве и устранении разрыва между элитой и широкой публикой. С самого начала её деятельность также была направлена на то, чтобы не просто поддерживать датскую сцену, продвигаемую Хёйеном, но оказывать влияние на датское искусство. Это достигалось путем не просто покупки готовых произведений искусства и проведения конкурсов, но, прежде всего, заказами работ художникам на соответствующую тематику. После появления оппозиции среди членов в 1835 году эта активистская практика была смягчена, и больше внимания было сосредоточено на приобретении и перераспределении между членами ассоциации работ художников. Общество также организовывало ретроспективные выставки. Так, в 1828 году впервые было представлено 117 картин Енса Юля, в 1859 году проведена выставка работ Адама Мюллера и в 1876 выставка работ Петера Сковгора. Выставки сопровождались тщательно подготовленными каталогами.
В 1835 году общество выросло до 1100 человек, а в начале 1860-х годов оно достигло 1700 членов. С первых дней существования еженедельные встречи проводились в отеле Du Nord, с 1826 года — в Датском ордене масонов, а выставки приобретенных картин некоторое время проходили в здании ратуши. В период 1834-54 годов Кунстфорейнинн располагалось на Эстергэд (дат. Østergade) в доме 13, а после многих перемещений — в 1871 в классическом здании библиотеки на Бредгэд (дат. Bredgade), которая в 1888 году переместилась в район канала Фредериксхолм. С 1952 года общество располагается на Гаммель Стран в доме 48, спроектированным архитектором Филиппом де Ланги в 1750-51 годах. С 1952 года здесь проводятся художественные выставки. 26 сентября 2010 года здание вновь открылось после капитального ремонта.